# Катурі
Катурі (Катур) (*д/н — бл. 961) — 6-й маї (володар) держави Канем в 924—961 роках.

## Життєпис
Відомостей про нього обмаль. Походив з династії Дугува. Син маї Арху. За легендами панував начебто 250 або 300 років. Це є відбитком доволі тривалого панування Канурі — протягом майже 40 років. На думку дослідників, у цей час держава припинила розширення, зосередившись на розвитку трансахарської торгівлі.
Помер у Кайкам (Кайкам) [4] або Кайгам (Кайгам), також відомий як Калуана (Калувана), Курнауа (Курнава) і Кулуане (Кулуван). За хронікою «Гінган» — це місце з численними деревами курна. Трон спадкував його син Біума.